# Château de Bothané
Le château de Bothané est un édifice situé à Guidel, en France.

## Situation
Le château est situé sur le territoire de la commune de Guidel, au lieu-dit Bothané, surplombant la rive gauche de la Laïta, dans le département du Morbihan, en région Bretagne.

## Description
Château de plan complexe comprenant un corps de logis et deux pavillons latéraux inégaux dont l'un est raccordé par une galerie formant porte cochère. Les façades sont enduites tandis que les encadrements, les pilastres, les bandeaux et les souches de cheminées sont en brique. Les angles sont renforcés par des tourelles couvertes d'un toit à l'impériale, d'un dôme circulaire à lanternon. Le campanile est couvert d'un bulbe à côtes.

## Histoire
Château construit dans le dernier quart du XIXe siècle à l'emplacement des dépendances du château de Carnoët, aujourd'hui disparu. Le bâtiment d'origine, composé d'une simple maison basse, est surélevé d'un étage et transformé en château. En 1913, il est à nouveau remanié par l'architecte Maquet Petit dans un style néo-Louis XIII fantaisiste. Sur la porte cochère sont sculptées, côté ouest, les armes de Ducros, ministre de la Marine sous Napoléon III et dont la fille acquiert le château en 1913, côté est, les armes du comte de Chauveau, propriétaire dès 1918. Une chapelle contemporaine du château se trouve dans le parc. Sur un clocher isolé, éloigné de 100 mètres, on lit la date 1716. Celui-ci provient peut-être de la chapelle du château disparu de Carnoët.
Il est inscrit à l'inventaire général du patrimoine culturel.

## Galerie

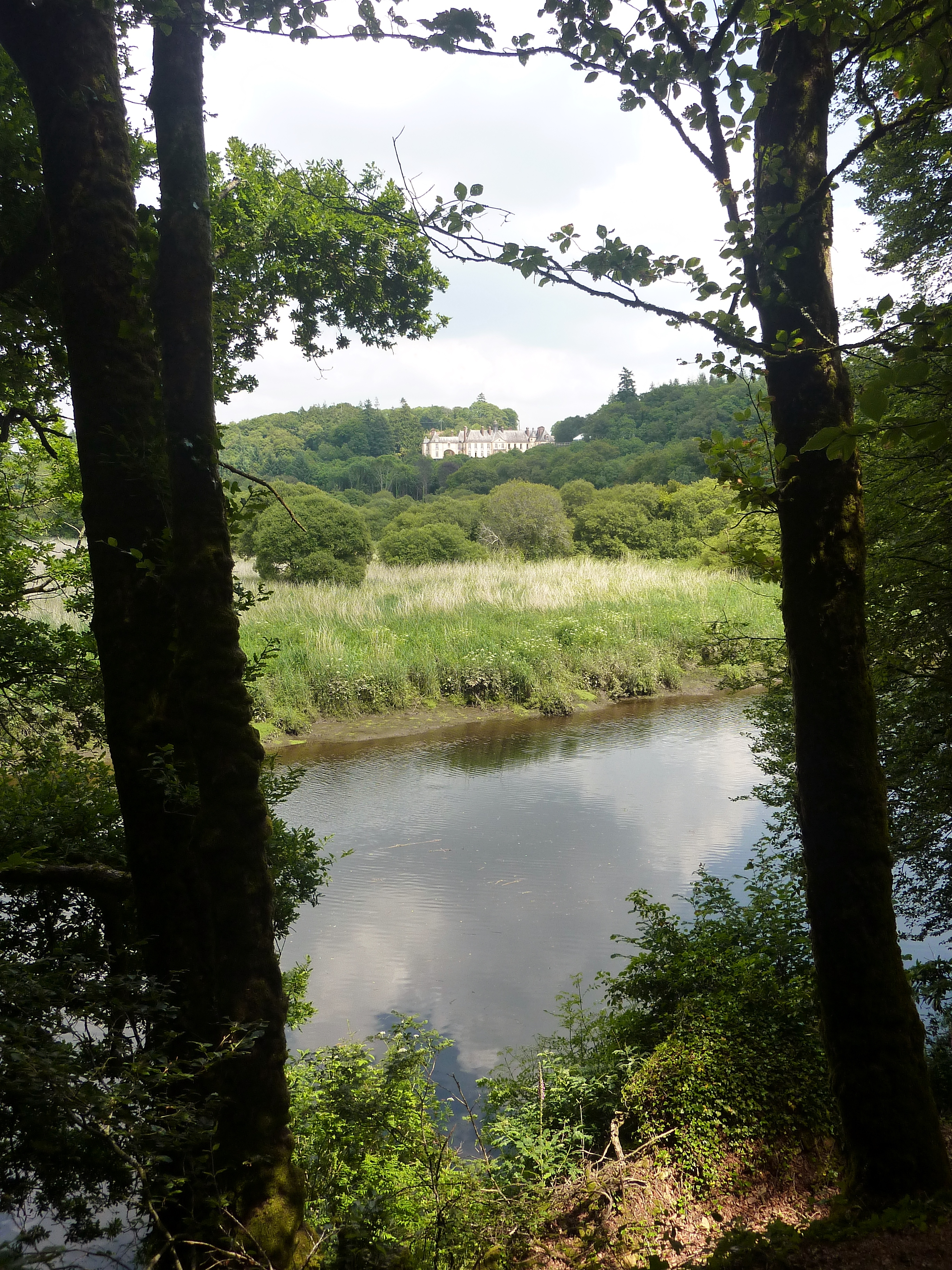
Le château de Bothané dominant la rive gauche de la vallée de la Laïta, visible au premier plan (photographie prise depuis le GR 34E, côté rive droite de la Laïta, en forêt de Carnoët).